# انتخابات الرئاسة الناميبية 2004
انتخابات الرئاسة الناميبية 2004 هي الانتخابات الرئاسية التي جرت في 16 نوفمبر 2004
15 نوفمبر 2004، لانتخاب رئيس ناميبيا، فاز بالانتخابات هيفيكيبنيي بوهامبا.